# Мері Віломбе
Мері Віломбе (англ. Mary Wilombe; нар. 22 вересня 1997, Замбія) — замбійська футболістка, захисниця клубу «Ред Ерроуз» та національної збірної Замбії. Одна з гравчинь, яка поїхала на футбольний турнір Літньої Олімпіади 2020 року.

## Клубна кар'єра
Вихованка клубу «Лусака Академі», за яку виступала з 2014 по 2015 рік. З 2016 року захищає кольори «Ред Ерроуз».

## Кар'єра в збірній
Виступала на дівочому чемпіонаті світу (U-17) 2014 року. У 2015 році виступала за молодіжну збірну Замбії. 
У футболці національної збірної Замбії дебютувала 28 листопада 2020 року в переможному (2:1) виїзному товариському поєдинку проти Чилі. Мері вийшла на поле в стартовому складі та відіграла увесь матч, а на 30-ій хвилині отримав жовту картку.